# Ostrá Lúka
Ostrá Lúka (in ungherese Osztroluka) è un comune della Slovacchia facente parte del distretto di Zvolen, nella regione di Banská Bystrica.